# 汝なやむことなかれ
『汝なやむことなかれ』（なんじなやむことなかれ）は、筒井旭による日本の漫画作品。
「マーガレット」（集英社）にて1999年9号から2002年8号まで連載された。単行本全5巻。

## あらすじ
「汝 姦淫するなかれ」小さい頃父親に無理やり読まされた聖書の言葉。
自称イケてる男・千秋。容姿に恵まれ口もうまいのをいいことに、様々な女と遊び歩き、ついに相手を孕ませてしまった。当然父親は許すはずもなく、ミッション系高校・テレジア学院の男子部に入学させられてしまう。更に、手回しの早い父親によって、唯一の楽しみだった寮生活さえも奪われ、堅物な神父・聖の家に下宿させられてしまうことに。そこには聖の姪・成もいるのだが、同い年とは思えないほど超幼児チックで色気の欠片もない。しかし、成に対する千秋の態度が少しずつ変化していく。

## 登場人物
彦野 千秋（ひこの ちあき）
家は葬儀屋。小さい頃から父親に聖書を読まされ、ロザリオを持たされている。
生駒 小太郎（いごま こたろう）
千秋の親友。聖の甥で、成とはいとこ同士。千秋からは、「ゴマ太郎」と呼ばれている。敬虔なクリスチャン。洗礼名はヤコブ。
生駒 成（いごま なる）
聖の姪。千秋・小太郎と同い年。小太郎のいとこで、同じく敬虔なクリスチャン。背も小さく幼児体型だが、「さ行」を上手く言えないため、より幼児さが際立ってしまう。
生駒 聖（いごま さとる）
神父。生駒家は童顔の家系で、千秋に初めて会った時は中学生に間違えられるほど。
筧 陸人（かけい りくと）
千秋と同い年。千秋同様、神に無関心でそのことから親しくなっていく。小学3年生の社会科見学の時に出会った聖に一目惚れし、親に泣きついて初等科に編入させてもらった。以来、猛烈にアタックしては振られ続けている。
守屋 隆史（もりや たかふみ）
ビデオ製作部部長。成とは幼なじみで、成のことが好き。分厚いメガネをかけて真面目そのものだが、実はイケメン。

## 書誌情報
- 筒井旭 『汝なやむことなかれ』 集英社 〈マーガレットコミックス〉、全5巻
  1. 2000年01月発行、ISBN 4-08-847169-5
  2. 2000年10月発行、ISBN 4-08-847291-8
  3. 2001年04月発行、ISBN 4-08-847362-0
  4. 2001年11月発行、ISBN 4-08-847442-2
  5. 2003年03月発行、ISBN 4-08-847601-8
    - たまたまってやつ?